# Villarrica (miasto w Chile)
Villarrica – miasto i gmina (hiszp. comuna) w Chile w prowincji Cautín regionu Araukania. Ma 1291 km² powierzchni i w 2015 roku była zamieszkana przez 55 002 osoby.
Villarrica położona jest na brzegu jeziora o tej samej nazwie, w jego zachodniej części, w miejscu, gdzie wypływa z niego rzeka Toltén.
Miasto założone zostało w 1552 roku przez Gerónimo de Alderete na rozkaz Pedro de Valdivii jako Santa María Magdalena de Villa Rica. Po śmierci Valdivii, w 1554 roku, zostało opuszczone. Ponownie zasiedlono je w 1559 roku na rozkaz Garcii Hurtado de Mendoza. W 1602 roku zostało całkowicie zniszczone przez Indian Mapuche. Miasto utworzono ponownie w tym samym miejscu w 1883 roku, po Pacyfikacji Araukanii.

## Nauka i oświata
W mieście zlokalizowany jest kampus uniwersytecki Pontificia Universidad Católica de Chile.